# Унсько-Санський кантон
Унсько-Санський кантон (хорв. Unsko-sanska županija) — один з 10 кантонів (перший за рахунком) Федерації Боснії і Герцеговини, яка входить до складу держави Боснія і Герцеговина.

## Географія

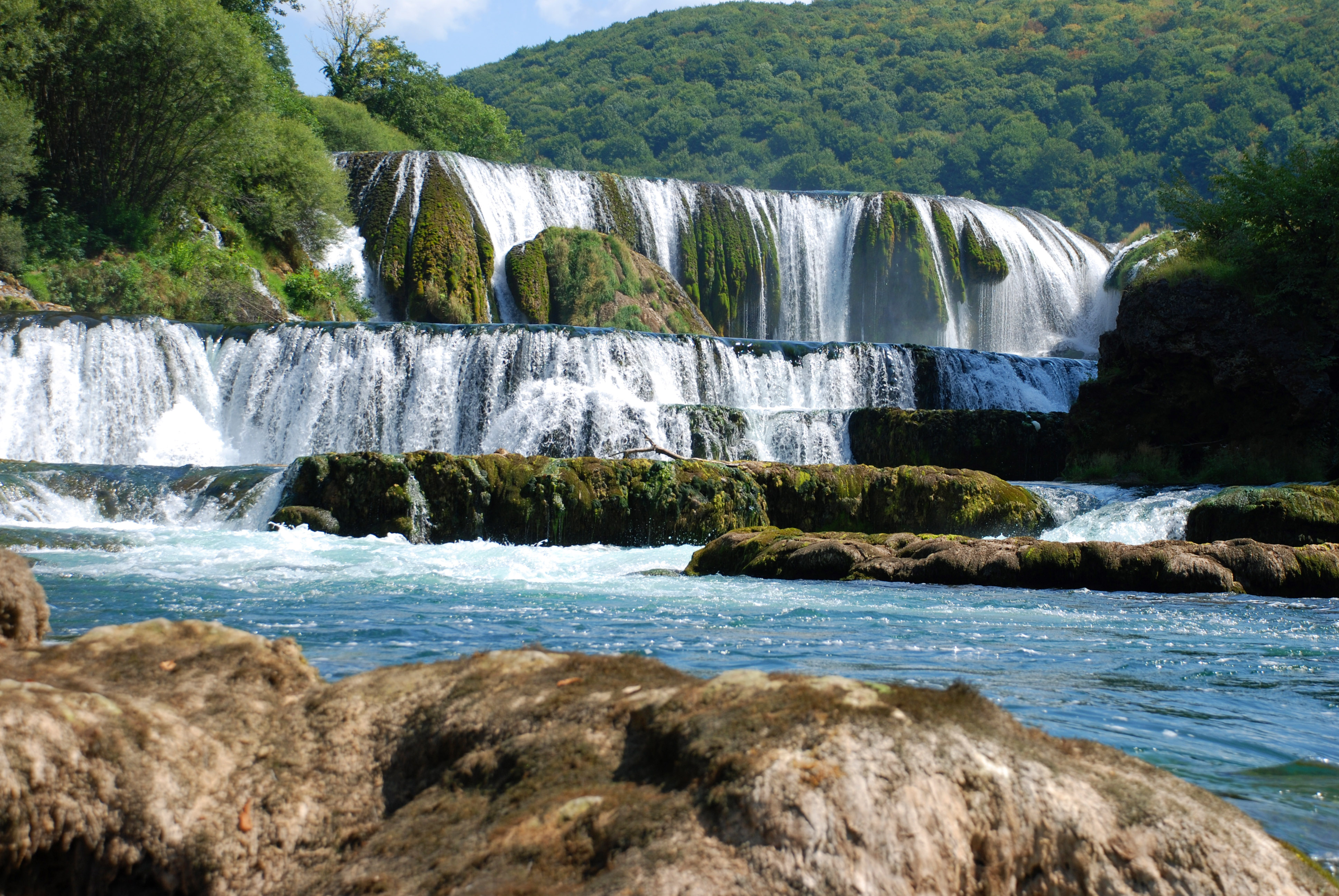
Комплекс травертинових водоспадів у національному парку Уна, біля села Мартин Брод. Об'єкт попереднього списку Світової спадщини ЮНЕСКО

Розташований у північно-західній частині країни, названий по річках Уна і Сана. Адміністративним центром кантону є місто Бихач. Складається з восьми громад:
- Бихач
- Босанська-Крупа
- Босанські-Петровац
- Бужим
- Цазин
- Ключ
- Санські-Мост
- Велика-Кладуша.

## Населення
На 2003 рік понад 94% населення кантону становили боснійці.